# Sent Clement (Corresa)
Sent Clement (en francès Saint-Clément) és un municipi francès situat al departament de la Corresa i a la regió de la Nova Aquitània.

## Demografia
| 1962                                       | 1968 | 1975 | 1982 | 1990 | 1999  | 2007  |
| ------------------------------------------ | ---- | ---- | ---- | ---- | ----- | ----- |
| 833                                        | 945  | 853  | 877  | 908  | 1.011 | 1.204 |
| Des de 1962: població sense dobles comptes |      |      |      |      |       |       |

## Administració
| Període   | Identitat         | Partit |
| --------- | ----------------- | ------ |
| 2001-2008 | Jean-Pierre Chèze | PCF    |
| 2008-     | Daniel Combes     |        |